# Az Emoji-film
Az Emoji-film (eredeti cím: The Emoji Movie) 2017-es amerikai 3D-s számítógépes-animációs filmvígjáték, amelyet Tony Leondis rendezett, valamint Leondis, Eric Siegel és Mike White írt, az emoji szimbólumok alapján. A főszereplők hangjait T. J. Miller, James Corden, Anna Faris, Maya Rudolph, Steven Wright, Rob Riggle, Jennifer Coolidge, Christina Aguilera, Sofía Vergara, Sean Hayes és Patrick Stewart adja.
Az Amerikai Egyesült Államokban 2017. július 28-án mutatták be. Magyarországon két héttel később, augusztus 10-én került mozikba az InterCom Zrt. forgalmazásában.
A film középpontjában Gene áll, egy többszörösen expresszív emoji, aki egy tizenéves fiú telefonjában él, majd hamarosan kitűz magának egy életcélt, hogy normális meh-emoji legyen, mint amilyen a szülei.
A 38. Arany Málna-gálán a négy kategóriában jelölt film mind a négy díjat átvehette: a legrosszabb film, a legrosszabb forgatókönyv, valamint a legrosszabb rendező (Tony Leondis) és a legrosszabb filmes páros („bármely két ellenszenves emodzsi”).

## Cselekmény
Nem minden univerzumot ismerünk. Mindenki okostelefonjában van egy boldog, vidám völgy, ahol milliónyi szmájli, és nyelvkidugós hangulatjel dolgozik éjjel-nappal. De megzavarja a végtelen békéjüket egyikük, aki a fejébe veszi hogy elmegy kideríteni, mi van a völgyön túl. Útközben egyre és egyre több és veszélyesebb alkalmazások állnak útjába.

## Szereplők
| Szereplő                   | Eredeti hang       | Magyar hang     | Leírás                                                                              |
| -------------------------- | ------------------ | --------------- | ----------------------------------------------------------------------------------- |
| Gene                       | T. J. Miller       | Csőre Gábor     | Egy kívülálló "meh" emoji, aki több kifejezést is meg tud jeleníteni.               |
| Pacsi                      | James Corden       | Elek Ferenc     | Egy kéz emoji.                                                                      |
| Fricska (Linda királylány) | Anna Faris         | Jordán Adél     | Profi kódfeltörő emoji. De később kiderül, hogy egy királylány.                     |
| Mary Mísz                  | Jennifer Coolidge  | Hernádi Judit   | Gene édesanyja.                                                                     |
| Mel Mísz                   | Steven Wright      | Szacsvay László | Gene édesapja.                                                                      |
| Steven                     | Sean Hayes         | Zágoni Zsolt    | Egy ördög emoji.                                                                    |
| Kaki                       | Patrick Stewart    | Alföldi Róbert  | Kaki emoji.                                                                         |
| Flamenca                   | Sofía Vergara      | Peller Anna     | Flamenco táncos emoji.                                                              |
| Mosolygó                   | Maya Rudolph       | Náray Erika     | Mosoly emoji, valamint a szövegközpont vezetője.                                    |
| Akiko Glitter              | Christina Aguilera | Radics Gigi     | Egy "szuper cool" táncos, aki a Just Dance belsejében él.                           |
| Alex                       | Jake T. Austin     | Baráth István   | Egy emberi tinédzser, akinek az okostelefonjában Gene, és az ő emoji barátai élnek. |

## Díjak
Arany Málna díj (2018)
- díj: legrosszabb film (Columbia Pictures)
- díj: legrosszabb forgatókönyv (Tony Leondis, Eric Siegel, Mike White)
- díj: legrosszabb rendező (Tony Leondis)
- díj: legrosszabb filmes páros („bármely két ellenszenves emodzsi”)